# Pierre Kasui Kibe
Pour les articles homonymes, voir Kibe (homonyme).
Le bienheureux Pierre Kasui Kibe (ペトロ 岐部, Petro Kibe), né en 1587 à Kibe (Japon) et mort (exécuté) le 4 juillet 1639 à Tokyo était un prêtre jésuite japonais. Premier japonais à voyager extensivement en Terre sainte et Europe il revint dans son pays pour se mettre au service des chrétiens vivant dans la clandestinité. Arrêté il fut mis à mort en raison de sa foi chrétienne.
Il fut béatifié le 24 novembre 2008 à Nagasaki, avec 187 autres martyrs. Liturgiquement il est commémoré le 4 juillet.

## Biographie

### Jeunesse et premières années
Né à Kibe (aujourd’hui dans la préfecture de Oita), en 1587, de parents chrétiens, Pierre Kibe fait de premières études au petit séminaire local de Arima dirigé par des Jésuites. En 1606, désirant devenir jésuite lui-même il commence à se faire appeler ‘Kasui’, nom dont l’origine est obscure. Dans les documents jésuites il est par après appelé ‘Pierre Kasui Kibe’. Il est pendant un temps catéchiste au service de la mission.
En 1614 l’édit d’expulsion de Tokugawa Ieyasu envoie un grand nombre de chrétiens en exil. Pierre se trouve parmi ceux qui rejoignent Macao. Il y apprend le latin et étudie la théologie. Cependant, à Macao, territoire portugais, les japonais ne sont pas admis au sacerdoce.

### À Rome
Poursuivant son grand désir de devenir prêtre Kasui décide de se rendre à Rome. Il passe par Malacca avant de débarquer à Goa. De là il continue son voyage par terre vers la Perse. Traversant le détroit d’Ormuz il visite Bagdad. Enfin il arrive à Jérusalem, premier japonais, semble-t-il, à visiter la Terre sainte.  Une difficile traversée de la Méditerranée l’amène finalement à Rome. Le voyage de Macao à Rome a duré trois ans.
Malgré une lettre reçue de Macao les invitant à « ne rien avoir à faire avec un Japonais qui a quitté Macao pour se rendre à Rome » les jésuites reçoivent Pierre Kasui et, après examen de ses connaissances théologiques qu’ils estiment suffisantes, l’admettent au sacerdoce. Le 15 novembre 1620 il est ordonné prêtre dans la basilique Saint-Jean de Latran, à Rome. Cinq jours plus tard, le 20 novembre, il entre au noviciat jésuite de Saint-André. Il a 32 ans. Recevant du Supérieur général, Muzio Vitelleschi la permission de rentrer au Japon pour y servir les chrétiens persécutés, il achève son noviciat à Lisbonne, au Portugal.

### Retour en Extrême-Orient
Sa formation théologique et spirituelle terminée il prononce ses vœux de religion le 6 juin 1622. Dès 1623 il est sur le chemin de retour. Il accompagne un groupe d’une vingtaine de Jésuites qui sont envoyés en Extrême-Orient. En 1624 il arrive à Goa. Continuer le voyage vers l’Extrême-Orient est beaucoup plus difficile. Connaissant les interdits aucun navire n’accepte un chrétien désirant se rendre au Japon. Par étapes – il est empêché durant deux ans à Ayuthaya, au Siam (1627) - il arrive à Manille où il trouve un navire qui accepte de le conduire au Japon. Au bout de 16 ans d’absence, il met à nouveau le pied dans son pays natal: Pierre Kasui débarque à Kagoshima en 1630.
L’oppression des chrétiens est sévère, et la persécution acharnée. Le ministère sacerdotal de Kasui se fait dans la clandestinité. Passant de cachette en cachette il voyage dans la région de Nagasaki et parvient à soutenir et encourager les chrétiens cachés à vivre leur foi.
En 1639 il est trahi et arrêté à Sendai alors qu’il se trouve dans la maison d’un chrétien. Kasui est envoyé à Edo (aujourd’hui Tokyo) où, lors d’un procès, on lui fait rencontrer Christophe Ferreira, le jésuite apostat. Kasui le supplie, en vain, de revenir à la foi chrétienne. Il est torturé durant dix jours mais jamais ne renonce à la foi chrétienne. Il est même source d’encouragement à d’autres chrétiens qui avec lui subissent le supplice particulièrement pénible du ’trou de torture’, le tsurushi. Aussi, pour en finir avec lui, les gardes l’achèvent-ils en le décapitant. Pierre Kasui meurt le 4 juillet 1639. Il était le dernier survivant de l’ancienne mission jésuite au Japon.

## Vénération
- Le 1er juin 2007 le pape Benoît XVI reconnait officiellement le martyre de Pierre Kasui Kibe, avec celui de 187 autres chrétiens mis à mort en terre japonaise entre 1603 et 1639. Le groupe est béatifié lors d’une cérémonie solennelle célébrée à Nagasaki le 24 novembre 2008. Liturgiquement il est commémoré le 4 juillet.

- À Kibe (ville de Kunisaki dans la préfecture de Oita) fut créé un ‘Father Kibe memorial park’ ; une statue du père Pierre Kasui Kibe, œuvre de l'artiste Yasutake Funakoshi, y fut érigée.